# Tessy Antony-de Nassau
Tessy Antony-de Nassau Floessel z domu Antony, primo voto de Nassau, secundo voto Floessel, w latach 2009-2019 księżna z Luksemburga (Tessy Antony, ur. 28 października 1985 w Luksemburgu) – luksemburska wojskowa i działaczka społeczna; w latach 2006-2019 członkini luksemburskiej rodziny wielkoksiążęcej jako żona księcia Ludwika z Luksemburga.
Tessy Antony urodziła się w Luksemburgu jako piąte dziecko, a zarazem druga córka Francois Antony'ego i Regine Antony.
W czerwcu 2003 wstąpiła do armii luksemburskiej i służyła na misji wojskowej w Kosowie w 2004. Ukończyła Richmond, the American International University w Londynie na kierunku stosunków międzynarodowych, następnie ukończyła SOAS University w Londynie na kierunkach studiów międzynarodowych i dyplomacji.
W 2006 poślubiła księcia Ludwika z Luksemburga, z którym ma dwoje dzieci: księcia Gabriela z Nassau (ur. 2006) i księcia Noaha z Nassau (ur. 2007). Małżeństwo zakończyło się rozwodem w 2019. W 2021 poślubiła Franka Floessela, z którym ma syna Theodora (ur. 2021).
Z powodu wstąpienia w morganatyczny związek małżeński książę Ludwik utracił swoje miejsce w linii sukcesji luksemburskiego tronu. W 2009 wielki książę Luksemburga wydał edykt, którym przyznał swojej synowej tytuł księżnej Luksemburga, księżna Nassau i księżnej Burbon-Parmy oraz predykat Jej Królewskiej Wysokości. W okresie swojego małżeństwa Tessy reprezentowała monarchę podczas oficjalnych wystąpień. Po rozwodzie w 2019 utraciła tytuły szlacheckie.
Zaangażowana jest w działalność publiczną i charytatywną. Jest patronem United Nations Association. Założyła fundację Professors Without Borders.
Mieszka w Londynie.

## Życie prywatne
22 września 2005 rzecznik luksemburskiej rodziny książęcej ogłosił, że 20-letnia Tessy Antony jest w ciąży z 19-letnim księciem Ludwikiem z Luksemburga, synem wielkiego księcia Henryka i wielkiej księżnej Marii Teresy. Para poznała się podczas pobytu księcia w wojsku w Kosowie i spotykała się od ponad roku. 12 marca 2006 w klinice des Grangettes w Genewie Antony urodziła syna, pierwszego wnuka wielkiego księcia Henryka i wielkiej księżnej Marii Teresy. Chłopiec, jako nieślubny potomek rodziny książęcej, nie został wpisany do linii sukcesji i nie otrzymał tytułów szlacheckich. 22 kwietnia 2006 został ochrzczony w wierze katolickiej w parafialnym kościele w Gilsdorf i nadano mu imiona Gabriel Michał Ludwik Ronny (Gabriel Michael Louis Ronny Antony). Jego rodzicami chrzestnymi zostali Ronny Antony, brat matki i księżniczka Aleksandra, siostra ojca.

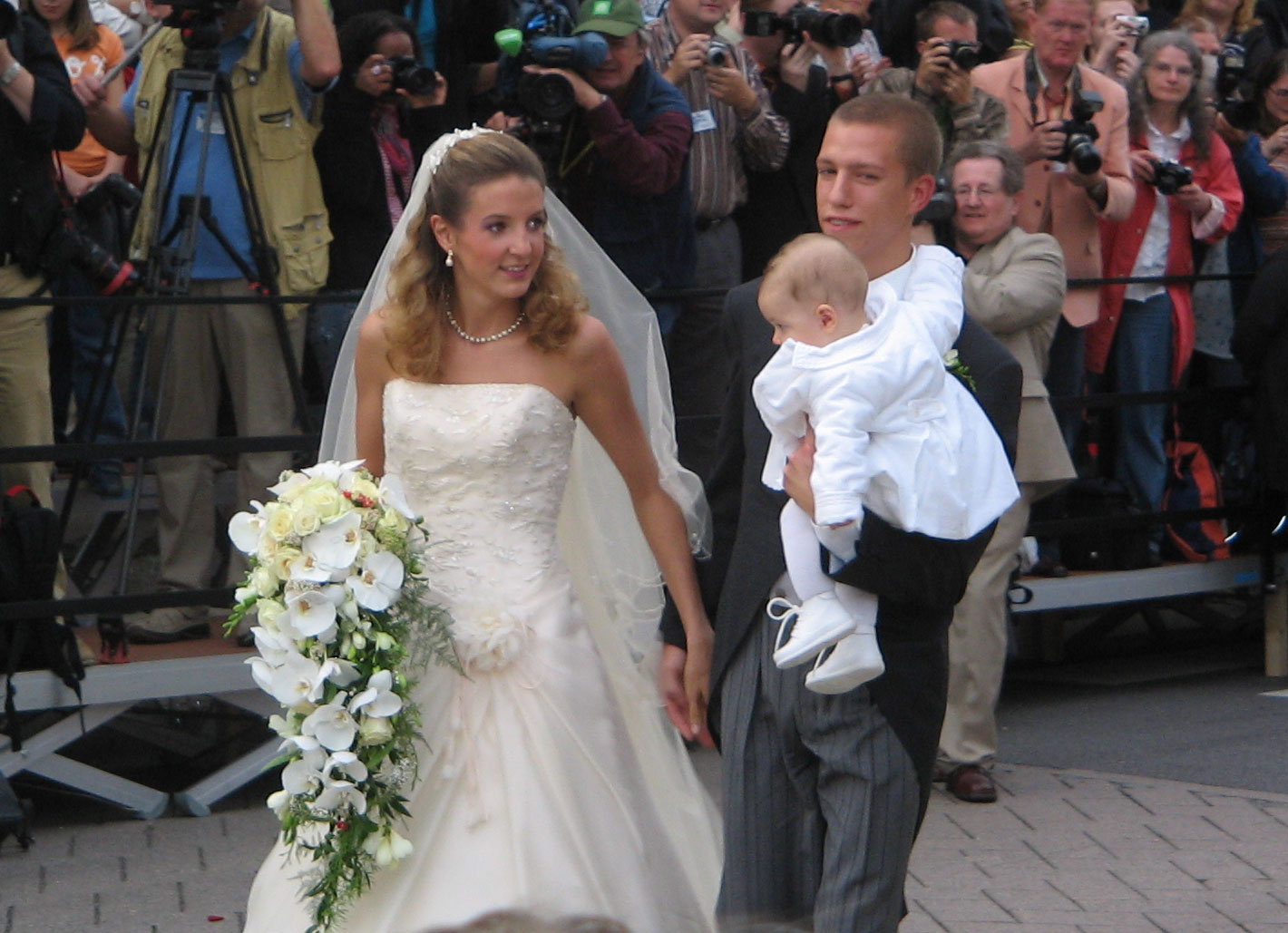
Książę Ludwik z żoną i synem w dniu swojego ślubu

20 czerwca 2006 luksemburskie media podały, że książę i Tessy Antony zaręczyli się, ale biuro rodziny książęcej zdementowało te doniesienia. Zaręczyny pary potwierdzono oficjalnie 22 sierpnia tego samego roku. Książę Ludwik miał nadal posługiwać się tytułem Jego Książęcej Wysokości Księcia z Luksemburga, ale zrzekł się praw do tronu dla siebie i swoich potomków. Jego żona i syn po ślubie mieli otrzymać rodowe nazwisko de Nassau, ale nadal nie przysługiwały im tytuły szlacheckie.
Para zawarła religijny związek małżeński 29 września 2006 w kościele w Gilsdorf. Zgodnie z zapowiedziami, ich syn nazywał się odtąd Gabriel de Nassau, a żona księcia Tessy de Nassau. Żadnemu z przyszłych dzieci urodzonych z tego małżeństwa nie przysługiwałyby tytuły książęce i prawo dziedziczenia luksemburskiego tronu.
W maju 2007 Tessy de Nassau wystąpiła w oficjalnych obchodach zamknięcia oktawy Naszej Matki w Luksemburgu w widocznej ciąży. Pałac Książęcy nie ogłosił oficjalnie, że małżonkowie spodziewają się drugiego dziecka. 21 września 2007 w Klinice Imienia Księżnej Józefiny Charlotty w Luksemburgu urodził się drugi syn pary. Chłopiec został ochrzczony 27 października w kościele w Gilsdorf i otrzymał imiona Noah Etienne Wilhelm Gabriel Mateusz Ksawery (Noah Etienne Guillaume Gabriel Matthias Xavier de Nassau). Jego rodzicami chrzestnymi zostali książę Wilhelm, stryj, i Patty Antony, ciotka (siostra matki).
23 czerwca 2009 wielki książę Henryk wydał dekret, którym nadał swojej synowej tytuł Jej Książęcej Wysokości Księżnej Tessy z Luksemburga, a wnukom tytuły Ich Książęcych Wysokości Książąt z Nassau.
18 stycznia 2017 pałac książęcy wydał komunikat, w którym poinformował o planowanym rozwodzie księcia Ludwika I księżnej Tessy. Dokumenty rozwodowe złożyła księżna, jako powód podając nieodpowiedzialne zachowanie swojego męża. 17 lutego sąd w Londynie udzielił im rozwodu w formie decree nisi po rozprawie trwającej kilka minut. 4 kwietnia 2019 zakończyły się procedury rozwodowe pary. Zgodnie z oświadczeniem biura rodziny książęcej, Tessy nosiła tytuł księżnej Luksemburga do 1 września 2019, a po tym terminie nazywała się Tessy Antony-de Nassau.
31 grudnia 2020 ogłosiła swoje zaręczyny z Frankiem Floesselem, szwajcarskim finansistą. Para zawarła związek małżeński 23 lipca 2021 w Zurychu. Antony została macochą dla córki swojego męża, Julii.
24 lutego 2021 poinformowała, że spodziewa się dziecka ze swoim narzeczonym. Jej trzeci syn, Theodor Frank Floessel, urodził się w sierpniu 2021 w Zurychu.

## Genealogia

### Potomkowie
| Dzieci                             | Wnuki |
| książę Gabriel z Nassau (ur. 2006) |       |
| książę Noah z Nassau (ur. 2007)    |       |
| Theodor Floessel (ur. 2021)        |       |